# Campeonato Mineiro 1918
In 1918 werd het vierde Campeonato Mineiro gespeeld voor voetbalclubs uit de Braziliaanse stad Belo Horizonte, hoofdstad van de staat Minas Gerais. De competitie werd gespeeld van 14 april tot 22 december en werd georganiseerd door de Liga Mineira de Desportos Terrestres, officieel heette het kampioenschap toen nog Campeonato da Cidade de Belo Horizonte. América werd kampioen. 

## Eindstand
| Plaats | Club             | Wed. | W | G | V | Saldo | Ptn. |
| ------ | ---------------- | ---- | - | - | - | ----- | ---- |
| 1.     | América          | 8    | 7 | 1 | 0 | 18:03 | 15   |
| 2.     | Atlético         | 7    | 5 | 1 | 1 | 16:03 | 11   |
| 3.     | Luzitano         | 5    | 1 | 0 | 4 | 02:12 | 2    |
| 4.     | Yale             | 5    | 1 | 0 | 4 | 04:12 | 2    |
| 5.     | Sete de Setembro | 5    | 0 | 0 | 5 | 03:13 | 0    |
| 6.     | Villa Nova       | 0    | 0 | 0 | 0 | 0:0   | 0    |

|  | Kampioen   |
|  | Degradatie |

### Kampioen
| Campeonato Mineiro de 1918 |
| -------------------------- |
| AMÉRICA 3º Titel           |